# Тениска сезона Новака Ђоковића у 2016. години
Ђоковић је освојио своју 60. титулу у каријери у Дохи, победивши Надала резултатом 6:1, 6:2. Била је то његова најубедљивија победа у каријери против Шпанца, којом је по први пут повео у међусобним дуелима (24:23). Оборио је властити рекорд бодова на АТП листи са 16.790. Ђоковић је затим наставио победнички низ и одбранио пехар на Отвореном првенству Аустралије. На путу ка рекордној шестој титули у Мелбурну, савладао је Роџера Федерера у четири сета у полуфиналу, и у реваншу финала из 2015. године, Ендија Марија у три сета.
Брзо се опоравио од инфекције ока у Дубаију, где је предао меч Лопезу, и освојио пети Мастерс у Индијан Велсу, победивши Рафаела Надала у полуфиналу и Милоша Раонића у финалу. Ђоковићев доминантан низ је резултирао ситуацијом да други и трећи тенисер на АТП листи (Енди Мари и Роџер Федерер) заједно имају мање бодова од Ђоковића. Почетком априла, Ђоковић је без изгубљеног сета освојио наредни Мастерс, у Мајамију, савладавши Кеја Нишикорија у финалу. Четврти пут у каријери и трећи пут узастопно Ђоковић је везао титуле у Мајамију и Индијан Велсу и надмашио је Федерера по освојеној заради од турнирских награда (98,2 милиона долара). Такође, освојио је 28. Мастерс титулу, надмашивши у том тренутку Надала по укупном броју освојених Мастерс титула.
Као бранилац титуле у Монте Карлу, Ђоковић је неочекивано доживео пораз већ на старту турнира од Чеха Јиржија Веселог. Весели је славио са 6:4, 2:6, 6:4 и тако нанео први пораз Ђоковићу на старту једног Мастерса још од 2013. године. Освајањем турнира, Рафаел Надал се поново изједначио са Ђоковићем по броју Мастерс титула. Ђоковић се, међутим, „одлепио” већ на следећем турниру, у Мадриду, на коме је заиграо први пут у последње три године. У финалу је савладао Ендија Марија са 6:2, 3:6 и 6:3. Као бранилац титуле, Ђоковић је наступао на Мастерсу у Риму. Забележио је седму узастопну победу над Надалом у четвртфиналу, а потом одлучио полуфинале против Нишикорија у тај-брејку трећег сета. Другу узастопну недељу играо је финале против Марија, али је Британац овог пута добио меч резултатом 6:3, 6:3.
Коначним освајањем Ролан Гароса, Ђоковић је постао први тенисер, након Рода Лејвера 1969, са победама на сва четири гренд слем турнира у низу. Ђоковић је на тај начин постао осми играч који је комплетирао титуле на гренд слемовима, после Фреда Перија, Дона Баџа, Рода Лејвера, Роја Емерсона, Андреа Агасија, Роџера Федерера и Рафаела Надала. У финалу је победио Ендија Марија са 3:1, и постао једини тенисер у историји који је освојио четири гренд слем турнира у низу на три различите подлоге — бетон, трава и шљака (пре 1969. године, када је почела Опен ера, три гренд слема играна су на трави).
На Вимблдону је Ђоковић изгубио у трећем колу од америчког тенисера Сема Кверија у четири сета. Меч је због кише трајао два дана, а поразом је прекинут низ од 28 гренд слем турнира на којима је стизао макар до четвртфинала, као и рекордни низ од 30 добијених мечева на гренд слем турнирима. Затим су уследиле Олимпијске игре и поред великих очекивања, није остварио запаженији резултат. Изгубио је у првом колу од Хуана Мартина дел Потра у два тајбрејка.
Ђоковић је освојио 30 мастерс у каријери победивши у Торонту Кеија Нишикорија у два сета. На Ју ес опену је играо у финалу где је поражен од Швајцарца Станисласа Вавринке са 3:1. На претпоследњем мастерсу сезоне у Шангају, Ђоковић је изгубио у полуфиналу од 15 носиоца Баутисте Агута из Шпаније.
На мастерсу у Паризу је испао у четвртфиналу, чиме је британски тенисер Енди Мари преузео прво место на АТП листи од Ђоковића. Последњи турнир сезоне Ђоковић је одиграо у Лондону, изгубио у финалу од Марија и годину завршио на другом месту.